# Galopina
Galopina là một chi thực vật có hoa trong họ Thiến thảo (Rubiaceae).

## Loài
Chi Galopina gồm các loài: